# 鳥喰かや
鳥喰 かや（とりばみ かや）は、日本のプロレスラー。東京女子プロレス所属。

## 経歴
2021年6月6日開催のCyberFight Festival 2021さいたまスーパーアリーナにて対舞海魅星&鈴芽&猫はるな&宮本もか&遠藤有栖組戦でデビュー（パートナーは角田奈穂&らく&原宿ぽむ&桐生真弥）。
2022年6月19日、東京女子プロレス後楽園ホール大会にて遠藤有栖よりシングル初勝利。

## 人物
- プロレスラーを目指したきっかけは、プライベートで知り合いだった中島翔子を応援するために試合を見にいったことから。
- マスクのデザインモチーフはヒクイドリ[4]。
- 好きな食べ物は天ぷら[5]。

## 得意技
鳥籠
変形チキンウィング。
旋闘鳥流
セカンドロープから飛ぶヴァルキリー・スプラッシュ。ミラノコレクションA.T.のアルマニッシュエクスチェンジと同コンセプトの技。技名の読みは「せんとうちょうりゅう」。
ローリングソバット
ローリングセントーン
セカンドロープに斜めに飛び乗った反動で放つ。
二段蹴り
片足で腹部や腰にドロップキックを当て、もう片足で胸板を蹴り込む。
オーバーヘッドキック
バック転から蹴り下ろす。
変形アームドラッグ
斜めではなく頭の方向へまっすぐ投げ飛ばす。
シャイニング式延髄斬り
雪崩式ヨーロピアンクラッチ
コーナーに詰めた相手を背にする形でセカンドロープに立ち、相手の手をつかんだ状態で前転し丸め込む。

## 入場曲
- Spread wings（マサキ）